# 60e cérémonie des Tony Awards
La 60e cérémonie des Tony Awards a eu lieu le 11 juin 2006 au Radio City Music Hall de New York et a été retransmise en direct à la télévision sur CBS. La cérémonie récompensait les productions de Broadway en cours pendant la saison 2005-2006.

## Cérémonie
La cérémonie n'était pas animée par un présentateur général, elle s'est déroulée au fil des interventions des différents présentateurs présents pour la remise des prix. Elle s'est déroulée dans le Radio City Music Hall (Salle utilisée depuis 1997).

### Présentateurs
Lors de la soirée, plusieurs personnalités se sont relayées pour annoncer les noms des gagnants dont Lauren Ambrose, Julie Andrews, Hank Azaria, Harry Belafonte, Kristen Bell, Norbert Leo Butz, Victoria Clark, Glenn Close, Harry Connick, Jr., Barbara Cook, Jim Dale, Christine Ebersole, Ralph Fiennes, Harvey Fierstein, Ana Gasteyer, Joanna Gleason, Marcia Gay Harden, Neil Patrick Harris, Hal Holbrook, Bill Irwin, James Earl Jones, T.R. Knight, Frank Langella, Josh Lucas, Julianna Margulies, Eric McCormack, Audra McDonald, Michael McKean, S. Epatha Merkerson, Brian Stokes Mitchell, James Naughton, Patricia Neal, Bebe Neuwirth, Cynthia Nixon, Janis Paige, Anna Paquin, Rosie Perez, Joe Pesci, Bernadette Peters, David Hyde Pierce, Oliver Platt, Jonathan Pryce, Sara Ramírez, Molly Ringwald, Chita Rivera, Paul Rudd, Mark Ruffalo, Julia Roberts, Liev Schreiber, Kyra Sedgwick, Paul Shaffer, Martin Short, Tom Skerritt, Jamie-Lynn Sigler, John Tartaglia, Richard Thomas, Stanley Tucci, Rita Wilson, Oprah Winfrey et Alfre Woodard.

### Prestations
La soirée a été inaugurée par une prestation d'Harry Connick, Jr. reprennant trois titres de célèbres comédies musicales ; "Tonight" (West Side Story), "Give My Regards to Broadway" (George M!), et "There's No Business Like Show Business" (Annie Get Your Gun).
Les troupes de plusieurs nouvelles comédies musicales sont venues faire le show dont The Color Purple, The Drowsy Chaperone, Jersey Boys et The Wedding Singer. La soirée a aussi été animée par la représentations de troupes, à l'époque sur scène, avec des reprises de comédies musicales. La troupe de The Pajama Game représenté par Harry Connick, Jr. et Kelli O'Hara chanta "There Once Was a Man" puis avec Megan Lawrence "Hernando's Hideaway".
La troupe de Sweeney Todd avec en tête Manoel Felciano, Michael Cerveris et Patti LuPone chantèrent un  medley de "The Ballad of Sweeney Todd", "The Worst Pies in London", "My Friends" et "The Ballad of Sweeney Todd (reprise)". Enfin, Alan Cumming, Cyndi Lauper et la troupe de L'Opéra de quat'sous chantèrent "The Ballad of the Pimp".

## Palmarès
Les nommés ont été annoncés le 16 mai 2006.
| Meilleure pièce | Meilleure comédie musicale |
| --- | --- |
| - The History Boys – Alan Bennett - The Lieutenant of Inishmore – Martin McDonagh - Rabbit Hole – David Lindsay-Abaire - Shining City – Conor McPherson | - Jersey Boys - The Color Purple - The Drowsy Chaperone - The Wedding Singer |
| Meilleure reprise d'une pièce | Meilleure reprise d'une comédie musicale |
| - Awake and Sing! - The Constant Wife - Edward Albee's Seascape - Faith Healer | - The Pajama Game - Sweeney Todd - L'Opéra de quat'sous |
| Meilleur acteur dans une pièce | Meilleure actrice dans une pièce |
| - Richard Griffiths – The History Boys dans le rôle d'Hector - Ralph Fiennes – Faith Healer dans le rôle de Frank - Željko Ivanek – The Caine Mutiny Court-Martial dans le rôle de Lt. Com. Phillip Francis Queeg - Oliver Platt – Shining City dans le rôle de John - David Wilmot – The Lieutenant of Inishmore dans le rôle de Padraic    | - Cynthia Nixon – Rabbit Hole dans le rôle de Becca Corbett - Kate Burton – The Constant Wife dans le rôle de Constance Culver Middleton - Judy Kaye – Souvenir dans le rôle de Florence Foster Jenkins - Lisa Kron – Well dans le rôle de Lisa Kron - Lynn Redgrave – The Constant Wife dans le rôle de Mrs. Culver                                                 |
| Meilleur acteur dans une comédie musicale | Meilleure actrice dans une comédie musicale |
| - John Lloyd Young – Jersey Boys dans le rôle de Frankie Valli - Michael Cerveris – Sweeney Todd dans le rôle de Sweeney Todd - Harry Connick, Jr. – The Pajama Game dans le rôle de Sid Sorokin - Stephen Lynch – The Wedding Singer dans le rôle de Robbie Hart - Bob Martin – The Drowsy Chaperone dans le rôle de l'homme dans la chaise | - LaChanze – The Color Purple dans le rôle de Celie Harris Johnson - Sutton Foster – The Drowsy Chaperone dans le rôle de Janet Van De Graaff - Patti LuPone – Sweeney Todd dans le rôle de Mrs. Lovett - Kelli O'Hara – The Pajama Game dans le rôle de Catherine 'Babe' Williams - Chita Rivera – Chita Rivera: The Dancer's Life dans son propre rôle             |
| Meilleur acteur de second rôle dans une pièce | Meilleure actrice de second rôle dans une pièce |
| - Ian McDiarmid – Faith Healer dans le rôle de Teddy - Samuel Barnett – The History Boys dans le rôle de Posner - Domhnall Gleeson – The Lieutenant of Inishmore dans le rôle de Davey - Mark Ruffalo – Awake and Sing! dans le rôle de Moe Axelrod - Pablo Schreiber – Awake and Sing! dans le rôle de Ralph Berger                         | - Frances de la Tour – The History Boys dans le rôle de Mrs. Lintott - Tyne Daly – Rabbit Hole dans le rôle de Nat - Jayne Houdyshell – Well dans le rôle d'Ann - Alison Pill – The Lieutenant of Inishmore dans le rôle de Mairead - Zoë Wanamaker – Awake and Sing! dans le rôle de Bessie Berger                                                                  |
| Meilleur acteur de second rôle dans une comédie musicale | Meilleure actrice de second rôle dans une comédie musicale |
| - Christian Hoff – Jersey Boys dans le rôle de Tommy DeVito - Danny Burstein – The Drowsy Chaperone dans le rôle de Adolpho - Jim Dale – L'Opéra de quat'sous dans le rôle de M. Peachum - Brandon Victor Dixon – The Color Purple dans le rôle d'Harpo - Manoel Felciano – Sweeney Todd dans le rôle de Tobias                              | - Beth Leavel – The Drowsy Chaperone dans le rôle de The Drowsy Chaperone - Carolee Carmello – Lestat: The Musical dans le rôle de Gabrielle de Lioncourt - Felicia P. Fields – The Color Purple dans le rôle de Sofia Johnson - Megan Lawrence – The Pajama Game dans le rôle de Gladys Hotchkiss - Elisabeth Withers – The Color Purple dans le rôle de Shug Avery |
| Meilleur livret de comédie musicale | Meilleure partition originale |
| - Bob Martin et Don McKellar – The Drowsy Chaperone - Marsha Norman – The Color Purple - Marshall Brickman et Rick Elice – Jersey Boys - Chad Beguelin et Tim Herlihy – The Wedding Singer | - The Drowsy Chaperone – Lisa Lambert et Greg Morrison (musique et paroles) - The Color Purple – Brenda Russell, Allee Willis et Stephen Bray (musique et paroles) - The Wedding Singer – Matthew Sklar (musique) et Chad Beguelin (paroles) - The Woman in White – Andrew Lloyd Webber (musique) et David Zippel (paroles)                                          |
| Meilleurs décors pour une pièce | Meilleurs décors pour une comédie musicale |
| - Bob Crowley – The History Boys - John Lee Beatty – Rabbit Hole - Santo Loquasto – Three Days of Rain - Michael Yeargan – Awake and Sing! | - David Gallo – The Drowsy Chaperone - John Lee Beatty – The Color Purple - Derek McLane – The Pajama Game - Klara Zieglerova – Jersey Boys |
| Meilleurs costumes pour une pièce | Meilleurs costumes pour une comédie musicale |
| - Catherine Zuber – Awake and Sing! - Michael Krass – The Constant Wife - Santo Loquasto – A Touch of the Poet - Catherine Zuber – Edward Albee's Seascape | - Gregg Barnes – The Drowsy Chaperone - Susan Hilferty – Lestat: The Musical - Martin Pakledinaz – The Pajama Game - Paul Tazewell – The Color Purple |
| Meilleures lumières pour une pièce | Meilleures lumières pour une comédie musicale |
| - Mark Henderson – The History Boys - Christopher Akerlind – Awake and Sing! - Paul Gallo – Three Days of Rain - Mark Henderson – Faith Healer | - Howell Binkley – Jersey Boys - Ken Billington et Brian Monahan – The Drowsy Chaperone - Natasha Katz – Tarzan - Brian MacDevitt – The Color Purple |
| Meilleure mise en scène pour une pièce | Meilleure mise en scène pour une comédie musicale |
| - Nicholas Hytner – The History Boys - Wilson Milam – The Lieutenant of Inishmore - Bartlett Sher – Awake and Sing! - Daniel Sullivan – Rabbit Hole | - John Doyle – Sweeney Todd - Kathleen Marshall – The Pajama Game - Des McAnuff – Jersey Boys - Casey Nicholaw – The Drowsy Chaperone |
| Meilleure chorégraphie | Meilleure orchestration |
| - Kathleen Marshall – The Pajama Game - Rob Ashford – The Wedding Singer - Donald Byrd – The Color Purple - Casey Nicholaw – The Drowsy Chaperone | - Sarah Travis – Sweeney Todd - Larry Blank – The Drowsy Chaperone - Dick Lieb et Danny Troob – The Pajama Game - Steve Orich – Jersey Boys |

## Récompenses et nominations multiples

### Nominations multiples
- 13: The Drowsy Chaperone[4]
- 11: The Color Purple
- 9: The Pajama Game
- 8: Jersey Boys et Awake and Sing!
- 7: The History Boys
- 6: Sweeney Todd
- 5: The Wedding Singer, The Lieutenant of Inishmore et Rabbit Hole
- 4: Faith Healer et The Constant Wife
- 2: Well, Three Days of Rain, L'Opéra de quat'sous, Seascape, Shining City et Lestat

### Récompenses multiples
- 6: The History Boys
- 5: The Drowsy Chaperone
- 4: Jersey Boys
- 2: Awake and Sing!, The Pajama Game et Sweeney Todd

## Autres récompenses
Le prix Special Tony Award for Lifetime Achievement in the Theatre a été décerné à Harold Prince, le Regional Theatre Tony Award a été décerné au Intiman Theatre et le Special Tony Award à Sarah Jones pour la pièce Bridge & Tunnel.